# Cemil Şahinöz

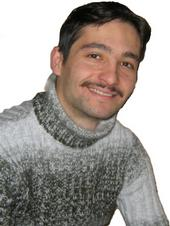
Cemil Şahinöz (2010)

Cemil Şahinöz (* 1. August 1981 in Halle (Westfalen)) ist ein deutsch-türkischer Soziologe, der als Autor und Familien- und Telefonberater im Bereich der Glücksspielsucht tätig ist.

## Leben und Tätigkeit
Şahinöz wurde 1981 in Halle (Westfalen) geboren. Es ist Mitgründer und Vorsitzender des Vereins WIR – Verein für Wissenschaft, Integration und Religion e.V., welcher die Zeitschrift Ayasofya herausgibt, als deren Chefredakteur Şahinöz fungiert. Er betreibt außerdem die Website misawa.de, zu der ein deutschsprachiges Forum zum Thema Islam gehört. Das Forum war Gegenstand einer vom Bundesinnenministerium publizierten Studie, in welcher aufgezeigt wurde, dass die Argumentationsmuster islamistischer Extremisten von Nutzern eines stark religiösen islamischen Forums leichter erkannt werden, als von Nutzern eines säkulären oder moderat-islamischen Forums. Şahinöz ist auch Mitgründer und Vorsitzender des Dachverbandes der Risale-i Nur Schüler und Vorsitzender des Bündnisses Islamischer Gemeinden in Bielefeld.